# 최고 모에 토너먼트
최고 모에 토너먼트 (最高 - )는 인터넷 상에서 실시하는 토너먼트 방식의 애니메이션 캐릭터 인기투표 이벤트다. 최모토라고 줄여 부르는 경우가 많다. 대한민국의 애니메이션 커뮤니티 애니존의 주관으로 2006년부터 개최되고 있다.

## 개요
- 토너먼트 방식으로 진행되는 애니메이션 캐릭터 간의 인기투표. 서로 다른 애니메이션 팬들간의 교류를 통한 '애니메이션 팬들의 축제'를 지향하고 있다. 원조 격은 일본의 2채널에서 2002년부터 개최된 〈아니메 사이모에 토너먼트〉다. 매년 여름에 여성 캐릭터를 대상으로 하는 여성부가, 매년 겨울에는 남성 캐릭터를 대상으로 하는 남성부가 열린다. 대회 이전 한일 양국에서 1년간 최초로 방영/상영/발매된 애니메이션(신작, 극장판, OVA등)의 캐릭터가 참가한다.
- 투표 사이트는 4개 항목과 1개의 링크로 구성되며 인터넷 익스플로러6으로는 접속이 불가능하다. 사이트에 다국어 지원이 적용되며, 2010년 남성부 현재 지원되는 언어는 한국어, 영어, 일본어이다. 다국어 지원은 사이트의 모든 부분이 해당 언어로 지원됨을 원칙으로 하나, 한국어를 제외한 언어는 내용이 일부 누락되는 경우가 있다.

## 규정
- 투표의 기준은 1인 1표이다.
- 2012년 3월 30일부터 토너먼트에 참가하는 조건으로 '애니존 회원'임과 '회원 레벨 3이상'이 정해졌다.
- PC방 등에서의 대량투표를 막기 위한 '대기시간 제도'가 있어 투표 사이트에 처음 들어간 뒤 일정 시간이 지나야 투표장에 들어갈 수 있다. (대기시간은 초기에는 30분이며(2011 남성향부부터 60분으로 변경되었다), 투표를 할 때마다 일정시간씩 줄어들어 계속 투표하면 사라진다.)
- 투표를 하는 대상과, 그 캐릭터에 투표를 하는 이유는 개인의 자유의지에 맡긴다. 캐릭터에 대한 애정이 이유인 일명 '소신투표', 특정 진영에 대한 견제투표, 자기 진영(지지 캐릭터)의 이익을 위한 전략투표, 자신의 지지캐릭터를 탈락시킨 캐릭터에 대한 안티투표 등이 모두 허용된다. 단, 모에토너먼트 게시판에서는 안티 및 비방 활동이 금지되어 있다.

## 현장
- 특정 작품의 캐릭터를 지지하는 사람들의 집합을 그 작품 '진영'이라 한다. 유명한 진영에는 별칭이 붙기도 하는데, 대표적으로 로젠연방(로젠메이든 진영), 시공관리국(마법소녀 리리컬 나노하 진영),SOS단(스즈미야 하루히의 우울 진영)이 있다. 또한 작품뿐 아니라 성우나 제작사로 진영을 묶기도 하며, 대표적으로 쿠기밍 전대(쿠기미야 리에가 성우를 맡은 츤데레 캐릭터 진영), 쿄애니 제국(교토 애니메이션 제작 작품들의 진영으로, 존재를 부인하는 사람도 있음)이 있다.

## 비판
- 초창기 최고모에토너먼트는 순수하게 진행되었으나 많은 사람들에게 알려지고 각각 자신들이 좋아하는 캐릭터의 우승을 위해 여러가지의 개입이 있자 문제가 벌어지게 되었다. (영향력 블로거, 대규모 네이버 카페)
- 최고모에토너먼트 홈페이지는 공개 페이지인 것과 다르게 주최 측인 애니존의 회원들은 최모토에 대한 외부 개입에 대한 반감을 드러낸다. 이러한 모습은 최모토의 원조격인 사모토와 유사한 행방을 걸어가고 있다.
- 또한 근래부터 성별로 나눈 대회를 취향인 남성향, 여성향으로 나누게 되었는 데 그 기준이 애니존 측에서 영향력을 발휘하는 기준으로 나뉘게 되어서 많은 반발을 부르고 있다.
- 남성향, 여성향의 취지 때문에 현재 진행되는 남성향에서 그나마 양성향으로 분리된 캐릭터들이 여성표의 힘을 좀 더 얻자 애니존 측의 남성 회원들 사이에서 양성향을 배제하자는 목소리도 나오고 있는 실정이다.
- 이러한 방향때문에 대기 시간도 길어지게 되고 결국 참여자 수가 과거에 비해 현저하게 줄어들게 되어 최모토의 영향력 약화, 공정성 소실에 이어지게 되었다.

## 역사

### 우승, 준우승 및 4강 캐릭터
| 연도   | 순위   | 캐릭터              | 작품                     | 총득표수 |
| ------ | ------ | ------------------- | ------------------------ | -------- |
| 2007년 | 우승   | 쿈                  | 스즈미야 하루히의 우울   | 표       |
| 2007년 | 준우승 | 히지카타 토시로     | 은혼                     | 표       |
| 2007년 | 4강    | 사카타 긴토키       | 은혼                     | 표       |
| 2007년 | 4강    | L                   | DEATH NOTE               | 표       |
| 2008년 | 우승   | 를르슈 람페르지     | 코드기어스 반역의 를르슈 | 표       |
| 2008년 | 준우승 | 히지카타 토시로     | 은혼                     | 표       |
| 2008년 | 4강    | 야가미 라이토       | DEATH NOTE               | 표       |
| 2008년 | 4강    | 로쿠도 무쿠로       | 가정교사 히트맨 REBORN!  | 표       |
| 2009년 | 우승   | 로쿠도 무쿠로       | 가정교사 히트맨 REBORN!  | 표       |
| 2009년 | 준우승 | 시엘 팬텀하이브     | 흑집사                   | 표       |
| 2009년 | 4강    | 오키타 소고         | 은혼                     | 표       |
| 2009년 | 4강    | 세바스찬 미카엘리스 | 흑집사                   | 표       |
| 2010년 | 우승   | 사와다 츠나요시     | 가정교사 히트맨 REBORN!  | 표       |
| 2010년 | 준우승 | 몽키 D. 루피        | ONE PIECE                | 표       |
| 2010년 | 4강    | 오키타 소고         | 은혼                     | 표       |
| 2010년 | 4강    | 히지카타 토시로     | 은혼                     | 표       |
| 2011년 | 우승   | 강림도령            | 고스트 메신저            | 표       |
| 2011년 | 준우승 | 키다 마사오미       | 듀라라라!!               | 표       |
| 2011년 | 4강    | 후부키 시로         | 이나즈마 일레븐          | 표       |
| 2011년 | 4강    | 로이 머스탱         | 강철의 연금술사          | 표       |

| 연도   | 순위   | 캐릭터            | 작품                   | 총득표수 |
| ------ | ------ | ----------------- | ---------------------- | -------- |
| 2006년 | 우승   | 스이세이세키      | 로젠 메이든 트로이멘트 | 표       |
| 2006년 | 준우승 | 사와치카 에리     | 스쿨럼블 2학기         | 표       |
| 2006년 | 4강    | 스즈미야 하루히   | 스즈미야 하루히의 우울 | 표       |
| 2006년 | 4강    | 샤나              | 작안의 샤나            | 표       |
| 2007년 | 우승   | 카츠라 히나기쿠   | 하야테처럼!            | 표       |
| 2007년 | 준우승 | 샤나              | 작안의 샤나            | 표       |
| 2007년 | 4강    | 스이세이세키      | 로젠 메이든 오베르튜레 | 표       |
| 2007년 | 4강    | 코우사카 타마키   | ToHeart2               | 표       |
| 2008년 | 우승   | 호로              | 늑대와 향신료          | 30753표  |
| 2008년 | 준우승 | 후지바야시 쿄     | CLANNAD                | 29257표  |
| 2008년 | 4강    | 카츠라 히나기쿠   | 하야테처럼!            | 24230표  |
| 2008년 | 4강    | 샤나              | 작안의 샤나            | 23536표  |
| 2009년 | 우승   | 아이사카 타이가   | 토라도라!              | 11638표  |
| 2009년 | 준우승 | 히이라기 카가미   | 러키☆스타              | 12029표  |
| 2009년 | 4강    | 나카노 아즈사     | 케이온!                | 9923표   |
| 2009년 | 4강    | 오카자키 우시오   | CLANNAD ~AFTER STORY~  | 9416표   |
| 2010년 | 우승   | 아키야마 미오     | 케이온!!               | 9697표   |
| 2010년 | 준우승 | 타치바나 카나데   | Angel Beats!           | 8791표   |
| 2010년 | 4강    | 센조가하라 히타기 | 바케모노가타리         | 6851표   |
| 2010년 | 4강    | 히라사와 유이     | 케이온!!               | 6250표   |

## 슈퍼 모에 토너먼트
- 2008, 2010년에 한하여 '슈퍼 모에 토너먼트(이하 슈모토)'라는 '최고 모에 토너먼트(이하 최모토)'의 이벤트격인 토너먼트가 진행됐다.
- 2006년에 개최된 최모토로부터 32강 이상 진출된 캐릭터들과 유저들에게 추천 받은 약 1800명의 캐릭터가 더해져 열린다.

### 역대 성적
| 연도   | 순위   | 캐릭터                          | 작품                                   | 표수        | 참가자격                                                  |
| ------ | ------ | ------------------------------- | -------------------------------------- | ----------- | --------------------------------------------------------- |
| 2007년 | 우승   | 샤나                            | 작안의 샤나                            | 표          | 2006~2007년도 여성부 32강 진출 캐릭터                     |
| 2007년 | 준우승 | 스즈미야 하루히                 | 스즈미야 하루히의 우울                 | 표          | 2006~2007년도 여성부 32강 진출 캐릭터                     |
| 2008년 | 우승   | 스이긴토                        | 로젠 메이든                            | 표          | 2006~2008년도 남성부&여성부 32강 진출 캐릭터, 게스트 22명 |
| 2008년 | 준우승 | 스이세이세키                    | 로젠 메이든                            | 표          | 2006~2008년도 남성부&여성부 32강 진출 캐릭터, 게스트 22명 |
| 2009년 | 우승   | 치르지 않음                     | 치르지 않음                            | 치르지 않음 | 치르지 않음                                               |
| 2009년 | 준우승 | 치르지 않음                     | 치르지 않음                            | 치르지 않음 | 치르지 않음                                               |
| 2010년 | 우승   | 미사카 미코토 & 오리하라 이자야 | 어떤 마술의 금서목록 & 듀라라라!!      | 표          | 애니,만화,게임과 같은 서브컬처 등지의 추천캐릭터          |
| 2010년 | 준우승 | 스즈미야 하루히 & 카제하야 쇼타 | 스즈미야 하루히의 우울 & 너에게 닿기를 | 표          | 애니,만화,게임과 같은 서브컬처 등지의 추천캐릭터          |

## 같이 보기
- 사이모에 토너먼트
- 국제사이모에리그

## 참고 문헌
- 애니존
- 최고 모에 토너먼트
- 모에 토너먼트 게시판